# Dave Grusin
Dave Grusin, né le 26 juin 1934 à Littleton, dans le Colorado, est un compositeur de musiques de films et pianiste de jazz américain.
Il est principalement connu pour ses œuvres de jazz et sa collaboration très fructueuse avec le cinéaste Sydney Pollack, pour lequel il a composé entre autres la musique des Trois Jours du condor, Tootsie et La Firme.
On lui doit également les musiques des films Le Champion, La Maison du lac, Les Goonies ou encore Susie et les Baker Boys.
En 1989, il décroche son seul Oscar à ce jour pour le film Milagro de Robert Redford.

## Enfance et études
Robert David Grusin est né à Littleton (Colorado) fils de Henri et Rosabelle (née de Poyster) Grusin. Sa mère était pianiste et son père violoniste de Riga, Lettonie,. 
Il étudie à l'Université du Colorado à Boulder et en sort diplômé en 1956. Ses professeurs ont été notamment Cecil Effinger (en) et Wayne Scott, pianiste, arrangeur et professeur de jazz.

## Carrière
Grusin produit son premier single, "Subways Are for Sleeping", en 1962 et sa première musique de film pour Divorce à l'américaine (1967). D'autres musiques de film suivront, y compris  Le Lauréat (1967), Virages (1969), Les Copains d'Eddie Coyle (1973), Le flic se rebiffe (1974), et Les Trois Jours du Condor (1975).
À la fin des années 1970, il lance GRP Records avec son associé, Larry Rosen, et commence à créer quelques-uns des premiers enregistrements digitaux. Il est le compositeur de La Maison du lac  (1981), Tootsie (1982) et The Goonies (1985). Il a aussi composé les génériques  en 1984  de TriStar et en 1993 de Columbia Pictures Television.

## Filmographie

### Cinéma

#### Années 1960
- 1967 : Divorce à l'américaine (Divorce American Style) de Bud Yorkin
- 1967 : L'Or des pistoleros (Waterhole No. 3) de William A. Graham
- 1967 : Le Lauréat (The Graduate) de Mike Nichols, pièces intrumentales en complément de la musique de Simon and Garfunkel (album The Graduate)
- 1968 : Un colt nommé Gannon (A Man Called Gannon) de James Goldstone
- 1968 : Que faisiez-vous quand les lumières se sont éteintes ? (Where Were You When the Lights Went Out ?) de Hy Averback
- 1968 : Le cœur est un chasseur solitaire (The Heart Is a Lonely Hunter) de Robert Ellis Miller
- 1968 : Candy de Christian Marquand
- 1969 : The Mad Room de Bernard Girard
- 1969 : Virages (Winning) de James Goldstone
- 1969 : Willie Boy (Tell Them Willie Boy Is Here) d'Abraham Polonsky
- 1969 : Generation (en) de George Schaefer

#### Années 1970
- 1970 : Colère noire (Halls of Anger) de Paul Bogart
- 1970 : Adam at Six A.M. de Robert Scheerer
- 1971 : The Pursuit of Happiness de Robert Mulligan
- 1971 : Quand siffle la dernière balle (Shoot Out) de Henry Hathaway
- 1971 : The Gang That Couldn't Shoot Straight de James Goldstone
- 1972 : La Légende de Jesse James (The Great Northfield Minnesota Raid) de Philip Kaufman
- 1972 : Les Poulets (Fuzz) de Richard A. Colla
- 1973 : Les Copains d'Eddie Coyle (The Friends of Eddie Coyle) de Peter Yates
- 1974 : Le Flic se rebiffe (The Midnight Man) de Burt Lancaster et Roland Kibbee
- 1974 : The Nickel Ride de Robert Mulligan
- 1975 : The Yakuza de Sydney Pollack
- 1975 : W.W. and the Dixie Dancekings de John G. Avildsen
- 1975 : Les Trois Jours du condor (Three Days of the Condor) de Sydney Pollack
- 1976 : Un cadavre au dessert (Murder by Death) de Robert Moore
- 1976 : Le Prête-nom (The Front) de Martin Ritt
- 1977 : On m'appelle Dollars (Mr. Billion) de Jonathan Kaplan
- 1977 : Schmok (Fire Sale) d'Alan Arkin
- 1977 : Bobby Deerfield de Sydney Pollack
- 1977 : Adieu, je reste (The Goodbye Girl) de Herbert Ross
- 1978 : Le Ciel peut attendre (Heaven Can Wait) de Warren Beatty et Buck Henry
- 1979 : Le Champion (The Champ) de Franco Zeffirelli
- 1979 : Justice pour tous (...And Justice For All) de Norman Jewison
- 1979 : Le Cavalier électrique (The Electric Horseman) de Sydney Pollack

#### Années 1980
- 1980 : My Bodyguard de Tony Bill
- 1981 : Absence de malice (Absence of Malice) de Sydney Pollack
- 1981 : La Maison du lac (On Golden Pond) de Mark Rydell
- 1982 : Avec les compliments de l'auteur (Author! Author!) d'Arthur Hiller
- 1982 : Tootsie de Sydney Pollack
- 1984 : Scandalous de Rob Cohen
- 1984 : Les Moissons du printemps (Racing with the Moon) de Richard Benjamin
- 1984 : Le Pape de Greenwich Village (The Pope of Greenwich Village) de Stuart Rosenberg
- 1984 : La Petite fille au tambour (The Little Drummer Girl) de George Roy Hill
- 1984 : Falling in Love d'Ulu Grosbard
- 1985 : Les Goonies (The Goonies) de Richard Donner
- 1986 : Lucas de David Seltzer
- 1987 : Ishtar d'Elaine May
- 1988 : Milagro (The Milagro Beanfield War) de Robert Redford
- 1988 : Le Secret de Clara (Clara's Heart) de Robert Mulligan
- 1988 : Tequila Sunrise de Robert Towne
- 1989 : Une saison blanche et sèche (A Dry White Season) de Euzhan Palcy
- 1989 : Susie et les Baker Boys (The Fabulous Baker Boys) de Steven Kloves

#### Années 1990
- 1990 : Havana de Sydney Pollack
- 1990 : Le Bûcher des vanités (The Bonfire of the Vanities) de Brian De Palma
- 1991 : For the Boys de Mark Rydell
- 1993 : La Firme (The Firm) de Sydney Pollack
- 1995 : The Cure de Peter Horton
- 1996 : Les Hommes de l'ombre (Mulholland Falls) de Lee Tamahori
- 1997 : Selena de Gregory Nava
- 1998 : Ainsi va la vie (Hope Floats) de Forest Whitaker
- 1999 : L'Ombre d'un soupçon (Random Hearts) de Sydney Pollack

#### Années 2000
- 2006 : Even Money de Mark Rydell
- 2013 : Skating to New York de Charles Minsky

### Télévision

#### Séries télévisées
- 1962 : Le Virginien (The Virginian)
- 1965 : Gidget
- 1966 : Annie, agent très spécial (The Girl from U.N.C.L.E.)
- 1968 : Opération vol (It Takes a Thief)
- 1968 : Columbo : Inculpé de meurtre (Prescription: Murder)
- 1968 : Madame et son fantôme (The Ghost & Mrs. Muir)
- 1971 : The NBC Mystery Movie
- 1971 : Sarge (en)
- 1972 : Assignment Vienna
- 1973 : The Girl with Something Extra
- 1982 : St. Elsewhere (St. Elsewhere)

#### Téléfilms
- 1967 : The Scorpio Letters
- 1970 : The Intruders (en)
- 1971 : The Forgotten Man
- 1971 : Deadly Dream
- 1971 : Les Hurlements de la forêt (A Howling in the Woods)
- 1972 : The Family Rico
- 1973 : Amanda Fallon
- 1974 : Police parallèle (The Death Squad)
- 1975 : The Trial of Chaplain Jensen
- 1975 : Eric
- 1997 : In the Gloaming
- 2001 : Dîner entre amis (Dinner with Friends)

## Discographie

### Comme leader
- 1962 : Subways Are for Sleeping
- 1963 : Piano, Strings, and Moonlight
- 1965 : Kaleidoscope
- 1967 : Divorce American Style
- 1969 : Candy
- 1977 : Discovered again
- 1978 : One of a kind
- 1979 : Mountain dance 1982 : Dave Grusin and the NY/LA Dream Band
- 1983 : Night lines
- 1987 : Cinemagic
- 1988 : Collection
- 1989 : Migration (écriture, production, arrangements)[6]
- 1993 : Homage to Duke
- 1997 : A twist of Jobim
- 1997 : Two for the road (The music of Henry Mancini)
- 1998 : Golden fund
- 1999 : Random hearts
- 1999 : West side story
- 2002 : The very best of
- 2004 : Discovered again
- 2004 : Now playing
- 2008 : Amparo (Decca)
- 2008 : The Girl from U.N.C.L.E. (Varèse Sarabande)
- 2010 : An Evening with Dave Grusin (Heads Up International)
- 2011 : One Night Only! (C.A.R.E./Intergroove)[7]

### Comme sideman
Avec Patti Austin
- Havana Candy (CTI, 1977)
- Love Is Gonna Getcha (GRP, 1990) – rec. 1989

Avec the Brothers Johnson
- Look Out for#1 (A&M, 1976)
- Right on Time (A&M, 1977)

Avec Tom Browne
- Browne Sugar (GRP, 1979)
- Love Approach (GRP, 1980) – rec. 1979-80
- Magic (Arista, 1981)

Avec Don Grusin
- 10k-LA (JVC, 1981)
- Native Land (GRP, 1993)
- The Hang (Sovereign, 2004)

Avec Quincy Jones
- You've Got It Bad Girl (A&M, 1973)
- Body Heat (A&M, 1974)
- Mellow Madness (A&M, ,1975)
- I Heard That!! (A&M, 1976)
- Roots (A&M, 1977)

Avec John Klemmer
- Touch (ABC, 1975)
- Barefoot Ballet (ABC, 1976)

Avec Earl Klugh
- Earl Klugh (Blue Note, 1976)
- Living Inside Your Love (Blue Note, 1976)
- Finger Paintings (Blue Note, 1977)

Avec Jon Lucien
- Rashida (RCA, 1973)
- Mind's Eye (RCA, 1974)
- Song for My Lady (Columbia, 1975)

Avec Harvey Mason
- Marching in the Street (Arista, 1976)
- Funk in a Mason Jar (Arista, 1977)
- With All My Heart (Bluebird, 2004)

Avec Carmen McRae
- I Am Music (Blue Note, 1975)
- Can't Hide Love (Blue Note, 1976)

Avec Sérgio Mendes
- Homecooking (Elektra, 1976)
- Sergio Mendes & the New Brasil '77 (Elektra, 1977)

Avec Gerry Mulligan
- Little Big Horn (GRP, 1983)
- Dragonfly (Telarc Jazz, 1995)

Avec Lee Ritenour
- First Course (Epic, 1976)
- Gentle Thoughts(JVC 1977)
- Captain Fingers (Epic, 1977)
- Friendship (Jasrac, 1978)
- The Captain's Journey (Elektra, 1978)
- Rio (JVC, 1979)
- Feel the Night (Discovery, 1979)
- On the Line (GRP, 1983)
- Harlequin (GRP, 1985)
- Earth Run (GRP, 1986)
- Festival (GRP, 1988)
- World of Brazil (GRP, 2003)
- Overtime (Peak, 2005)
- Smoke 'N' Mirrors (Peak, 2006)
- Rhythm Sessions (Concord, 2012)
- A Twist of Rit (Concord, 2015)

Avec Diane Schuur
- Deedles (1985)
- Timeless (1986)

Avec James Taylor
- October Road (Columbia, 2002)
- A Christmas Album (Hallmark Cards, 2004)
- James Taylor at Christmas (Columbia, 2006)

Avec Dave Valentin
- Legends (Arista GRP, 1978)
- The Hawk (GRP, 1979)
- Flute Juice (GRP, 1983)
- Kalahari (GRP, 1984)

Avec Sarah Vaughan
- A Time in My Life (Mainstream, 1972)
- Sarah Vaughan with Michel Legrand (Mainstream, 1972)

Avec Sadao Watanabe
- My Dear Life (Flying Disk, 1977)
- California Shower (Flying Disk, 1978)
- Morning Island (Flying Disk, 1979)
- How's Everything (Columbia, 1980)[2LP] – live
- Orange Express (CBS/Sony, 1981)
- Encore! (Victor, 2016)

Avec d'autres
- George Benson, 20/20 (Warner Bros., 1985) – rec. 1984
- Angela Bofill, Angel of the Night (Arista, 1979)
- Ray Brown, Brown's Bag (Concord Jazz, 1976)
- Bobby Broom, Clean Sweep (Arista GRP, 1981)
- Judy Collins, Home Again (Elektra, 1984)
- Eddie Daniels, Blackwood (GRP, 1989)
- Kevin Eubanks, Face to Face (GRP, 1986)
- Art Farmer, Crawl Space (CTI, 1972)
- Eric Gale, Part of You (Columbia, 1979)
- Gordon Goodwin's Big Phat Band, Act Your Age (Immergent, 2008)
- Lesley Gore, Love Me by Name (A&M, 1976)
- Jay Hoggard, Days Like These (GRP, 1979)
- Al Jarreau, We Got By (Reprise, 1975)
- Billy Joel, 52nd Street (Columbia, 1978)
- Chaka Khan, ck (Warner Bros., 1988)
- Peggy Lee, Let's Love (Atlantic, 1974)
- Bette Midler, For the Boys (Atlantic, 1991) – soundtrack
- Melba Moore, Peach Melba (Buddah, 1975)
- Alphonse Mouzon, The Man Incognito (Blue Note, 1976) – rec. 1975
- Noel Pointer, Phantazia (Blue Note, 1977)
- The Rippingtons, Curves Ahead (GRP, 1991)
- Howard Roberts, Equinox Express Elevator (Impulse!, 1972)
- Phoebe Snow, Against the Grain (CBS, 1978)
- Donna Summer, Donna Summer (Geffen, 1982) – rec. 1981–82
- Grover Washington Jr., A Secret Place (Kudu, 1976)
- Nancy Wilson, This Mother's Daughter (Capitol, 1976)
- Bill Withers, Making Music (Columbia, 1975)[8]

## Distinctions
- Oscar de la meilleure musique de film en 1988 pour Milagro